# Presidenza di William Howard Taft
La presidenza di William Howard Taft iniziò il 4 marzo 1909, quando William Howard Taft si insediò come presidente degli Stati Uniti, e terminò il 4 marzo 1913.
Taft, un repubblicano dell'Ohio, è stato il ventisettesimo presidente. Era il protetto e successore prescelto del presidente Theodore Roosevelt, e vinse sconfiggendo facilmente il democratico William Jennings Bryan nelle elezioni presidenziali del 1908. La sua presidenza terminò con la sua sconfitta nelle elezioni del 1912 da parte del democratico Woodrow Wilson.
L'amministrazione Taft cercò di ridurre i dazi, a quel tempo una delle principali entrate del governo, ma la legge Payne-Aldrich del 1909 li aumentò quando l'opinione pubblica si aspettava riduzioni. Taft riprese e spinse oltre l'azione del suo predecessore per contrastare i cartelli, avviando cause contro la U.S. Steel e altre società. Taft nominò sei giudici alla Corte suprema degli Stati Uniti, un numero superato solo da altri due presidenti. Negli affari esteri, Taft si concentrò su Cina e Giappone e intervenne ripetutamente nella politica interna dei paesi latinoamericani. Il suo governo cercò di far valere la dottrina Monroe e adottò la cosiddetta "diplomazia del dollaro", usando gli investimenti, anziché la forza, per rafforzare l'influenza in America Latina e Asia.
La compagine del suo governo era piena di conflitti tra l'ala conservatrice del Partito Repubblicano, verso cui Taft spesso tendeva, e l'ala progressista, verso la quale invece si spinse sempre più Roosevelt durante la presidenza di Taft. Le controversie sulla tutela dell'ambiente e sulle cause antitrust intentate dal governo Taft furono motivo di ulteriore divisione tra i due. Roosevelt sfidò Taft alla Convention nazionale repubblicana del 1912, ma Taft sfruttò il suo controllo sull'organizzazione del partito per vincere di poco la nomina del suo partito. Dopo la Convention, Roosevelt lasciò il partito, formò il Partito Progressista e si candidò contro Taft e Wilson alle elezioni del 1912. Questa scissione dei Repubblicani fu fatale per le possibilità di rielezione di Taft, ridando ai Democratici la presidenza dopo sedici anni e la maggioranza al Congresso. Gli storici generalmente considerano Taft come un presidente medio.

## Elezione del 1908

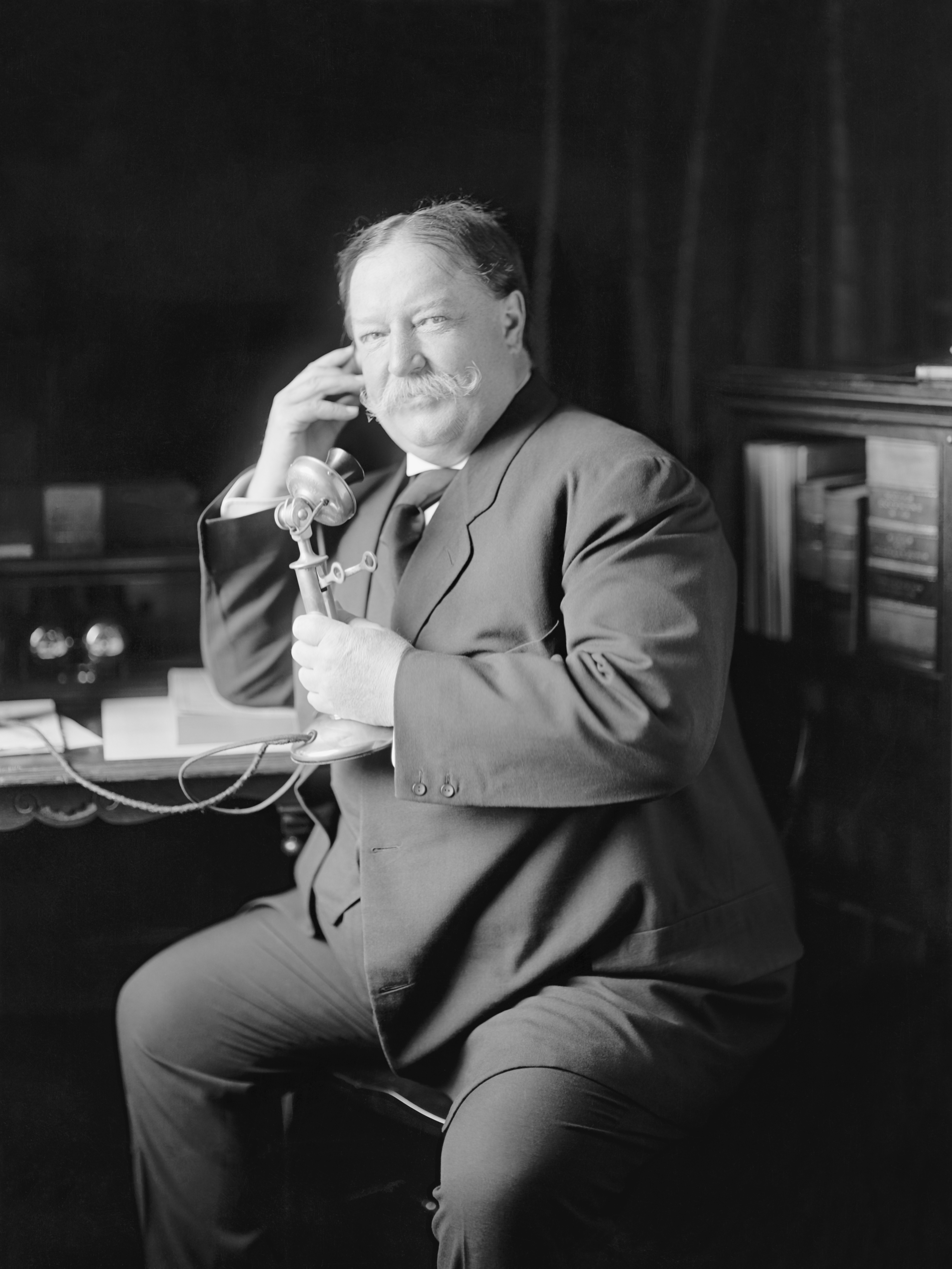
Una delle fotografie spontanee, costituenti una serie conosciuta come "Evoluzione di un sorriso", prese quando Taft apprende per telefono da Roosevelt della sua nomina a candidato per la presidenza.

Dopo la sua vittoria nelle elezioni presidenziali del 1904, Theodore Roosevelt annunciò che non si sarebbe ricandidato nel 1908. Roosevelt considerava il segretario alla Guerra Taft il suo logico successore, sebbene inizialmente Taft fosse riluttante a candidarsi e preferisse essere nominato alla carica di presidente della Corte suprema. Roosevelt usò il suo controllo sulla macchina del partito per aiutare il suo erede legittimo, e chiese ai suoi seguaci di sostenere Taft o di rimanere in silenzio. Un certo numero di politici repubblicani, come il segretario al tesoro George Cortelyou, sondarono il terreno per una propria candidatura, ma poi decisero di rinunciare. Il governatore dello Stato di New York Charles Evans Hughes si candidò, ma Roosevelt operò per ridurre la copertura della candidatura di Hughes da parte della stampa. Taft non incontrò alcuna seria opposizione alla Convention nazionale repubblicana del 1908 e ottenne la nomina alla prima votazione. Taft sperava che il candidato vice sarebbe stato un progressista del Midwest, come il senatore dell'Iowa Jonathan Dolliver, ma la Convention nominò il deputato James S. Sherman di New York, un conservatore. Taft si dimise da segretario alla Guerra il 30 giugno per dedicarsi a tempo pieno alla campagna elettorale.

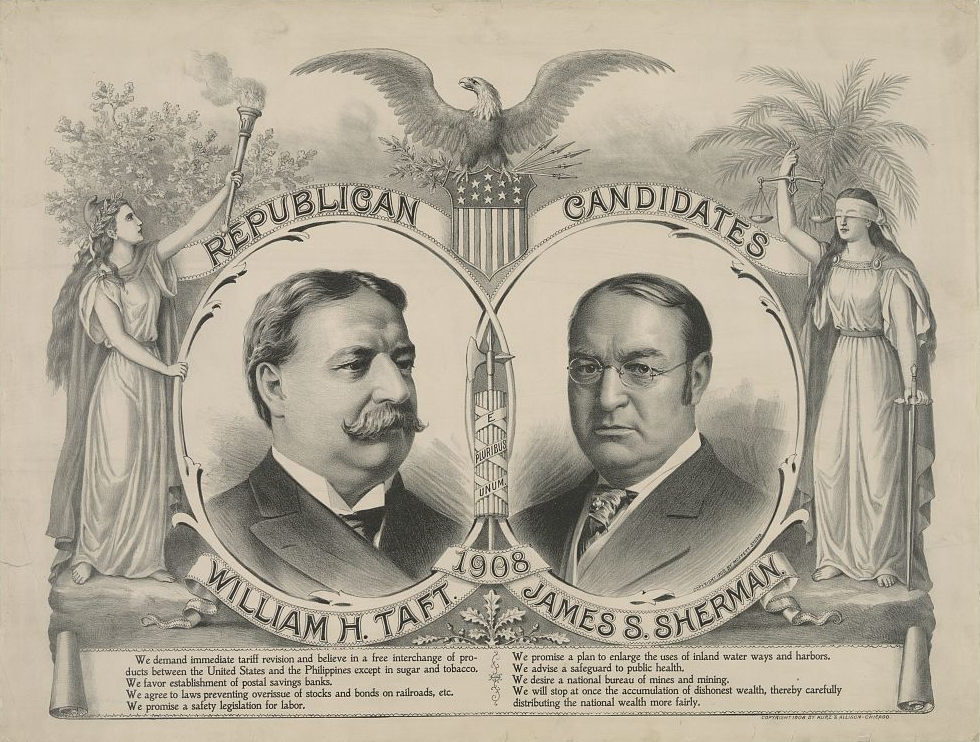
Manifesto Taft-Sherman del 1908

Taft iniziò la campagna elettorale con il piede sbagliato, confermando la convinzione di alcuni che non lo vedevano sufficientemente autonomo quando andò a casa di Roosevelt a Sagamore Hill per avere il suo consiglio sul discorso di accettazione, dicendo che aveva bisogno del "giudizio e delle critiche del presidente". Taft si mostrò a favore della maggior parte dei provvedimenti di Roosevelt. Sosteneva che i lavoratori avevano il diritto di organizzarsi, ma non di danneggiare l'economia, e che anche le conglomerate e i ricchi dovevano obbedire alla legge. Taft attribuì la colpa della recente recessione, il panico del 1907, alla speculazione azionaria e ad altri abusi, e riteneva che fosse necessaria una riforma della moneta (gli Stati Uniti adottavano il sistema aureo) per consentire flessibilità nella risposta del governo ai periodi di crisi economica. Si espresse anche a favore di revisioni dei dazi ed era favorevole al rafforzamento della legge Sherman antitrust. L'avversario di Taft nelle elezioni generali era William Jennings Bryan, per la terza volta il candidato dei Democratici in quattro elezioni presidenziali. Questi fece una campagna elettorale con un programma progressista attaccando "il governo tramite il privilegio", e descrivendo i Repubblicani come legati ai potenti interessi delle grandi conglomerate e ai ricchi. Poiché molte delle riforme di Roosevelt derivavano dalle sue proposte, Bryan sosteneva di essere il suo vero erede.

Risultati delle elezioni del 1908.

Durante l'autunno Roosevelt sommerse Taft di consigli e trasmise energia alla sua campagna elettorale. Di conseguenza, furono molte le accuse che il presidente fosse in realtà a capo della campagna di Taft. La sua eccezionale messa in mostra attirò anche l'attenzione di giornalisti e umoristi che inondarono il pubblico di battute sul fatto che Taft non fosse altro che una controfigura di Roosevelt; uno suggeriva che "TAFT" stava per "Take Advice From Theodore" ("Prendi consiglio da Theodore"). Alla fine, Taft sconfisse Bryan con 321 voti elettorali a 162, vincendo in tutti gli Stati al di fuori del Solid South tradizionalmente democratico. Ebbe anche un buon margine nel voto popolare, ottenendo 7.675.320 voti (51,6 percento) contro i 6.412.294 di Bryan (43,1 percento); il candidato del Partito Socialista Eugene V. Debs raccolse 420.793 voti (2,8 percento). La moglie di Taft, Nellie, dichiarò riguardo alla campagna elettorale: "Non c'era nulla da criticare, tranne il fatto che né conoscesse né si preoccupasse del modo in cui si gioca la partita della politica." Roosevelt, nel frattempo, lasciò l'incarico con rammarico, poiché aveva molto apprezzato essere presidente. Per non fare ombra a Taft, organizzò un viaggio di caccia di un anno in Africa.

## Insediamento
L'insediamento come presidente di Taft si tenne il 4 marzo 1909. A causa di una tempesta invernale che ricoprì Washington di ghiaccio, Taft prestò giuramento all'interno della Camera del Senato anziché fuori dal Campidoglio, come è consuetudine. Il nuovo presidente dichiarò nel suo discorso inaugurale che era onorato di essere stato "uno dei consiglieri del mio illustre predecessore" e di aver avuto una parte "nelle riforme che ha avviato. Non sarei fedele a me stesso, alle mie promesse, e ai punti del programma elettorale del partito per cui sono stato eletto se non avessi fatto del proseguimento e dell'attuazione di quelle riforme la caratteristica più importante del mio governo". Si impegnò a rendere quelle riforme durature, affinché gli uomini d'affari onesti avessero un quadro normativo stabile. Si espresse sulla necessità di una riduzione dei dazi previsti dalla legge Dingley del 1897, di una riforma dell'antitrust e di un continuo avanzamento delle Filippine verso il pieno autogoverno.

## Amministrazione

### Composizione del governo

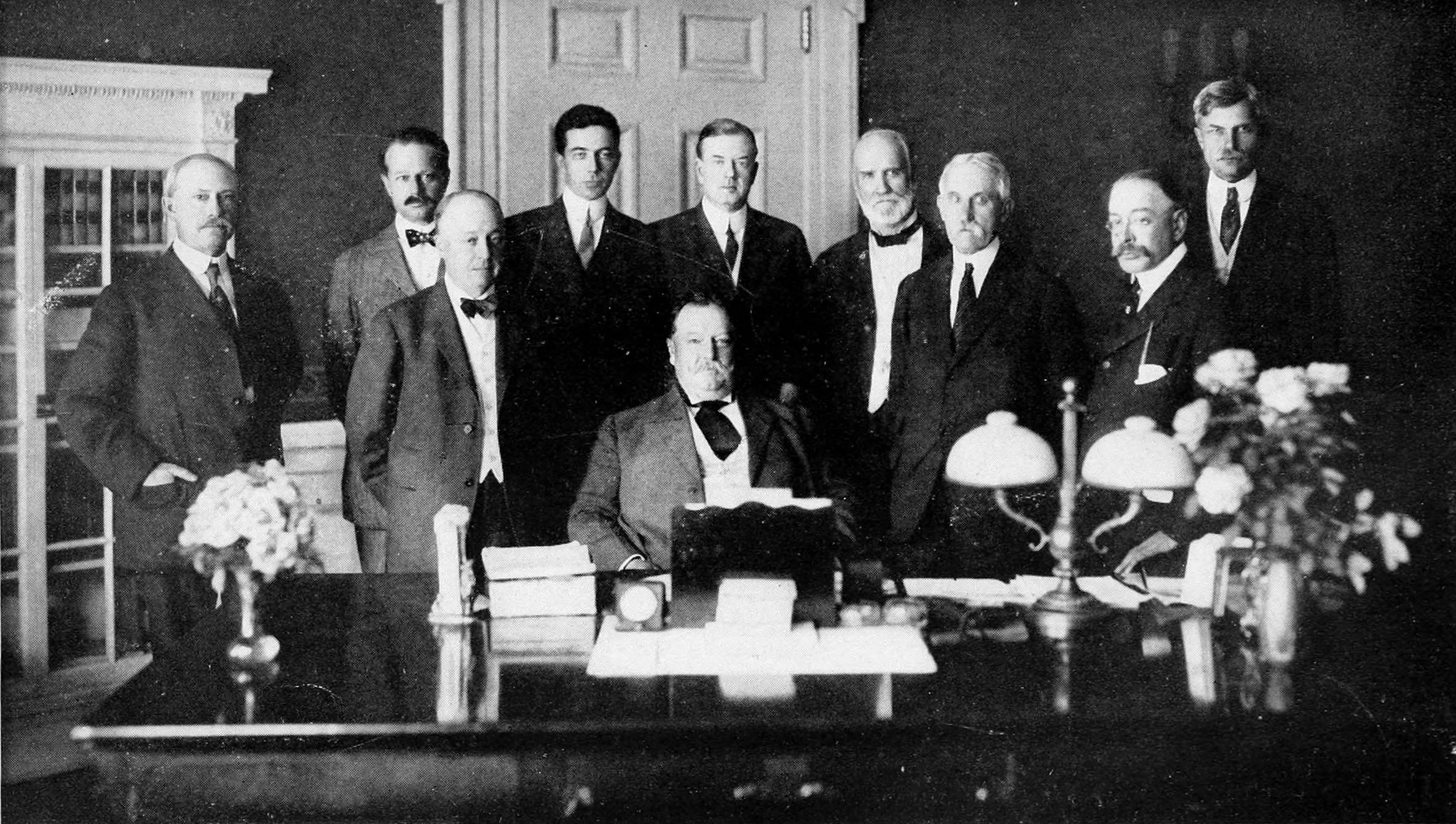
Taft, seduto al centro, e i suoi ministri (settembre 1910), da sinistra a destra: Richard Achilles Ballinger, George von Lengerke Meyer, Philander C. Knox, Charles Dyer Norton, Frank Harris Hitchcock, James Wilson, Franklin MacVeagh, George W. Wickersham, Charles Nagel

Prima delle elezioni del 1908, Taft e Roosevelt avevano discusso su quali responsabili governativi avrebbero dovuto essere confermati, ma Taft mantenne solo il segretario dell'Agricoltura James Wilson e George von Lengerke Meyer. Meyer fu spostato da direttore generale delle Poste a segretario della Marina. Taft chiese anche al segretario di Stato Elihu Root di restare, ma Root rifiutò, raccomandando come sostituto l'ex procuratore generale Philander C. Knox. Tra gli altri nuovi componenti del governo di Taft vi erano il segretario degli Interni Richard A. Ballinger, il segretario del Tesoro Franklin MacVeagh, il segretario della Guerra Jacob M. Dickinson, il direttore generale delle Poste Frank Harris Hitchcock, il segretario del Commercio e del Lavoro Charles Nagel e il procuratore generale George W. Wickersham. Nel 1911 Henry L. Stimson sostituì Dickinson e Walter L. Fisher sostituì Ballinger.

### Vicepresidenza
James S. Sherman era stato nominato come candidato vicepresidente del 1908 per venire incontro all'ala conservatrice del partito, che considerava Taft come un progressista. Quando Taft si spostò a destra durante la sua presidenza, Sherman divenne un importante alleato del presidente. Riconfermato per un secondo mandato alla Convention nazionale repubblicana del 1912, si ammalò durante la campagna elettorale e morì il 30 ottobre 1912, poco prima delle elezioni. A quei tempi, la Costituzione degli Stati Uniti non prevedeva una procedura per la sostituzione di un vicepresidente (nel 1967 fu ratificato il venticinquesimo emendamento che tratta di questo) e quindi la carica rimase vacante negli ultimi 125 giorni della presidenza di Taft.

### Relazioni con la stampa
Taft non ebbe lo stesso buon rapporto con la stampa di Roosevelt, decidendo di non proporsi per interviste o sessioni fotografiche tanto spesso quanto il suo predecessore. La sua presidenza segnò un cambiamento di stile, passando dal carisma di Roosevelt alla passione più tranquilla di Taft per lo stato di diritto.

## Nomine giudiziarie

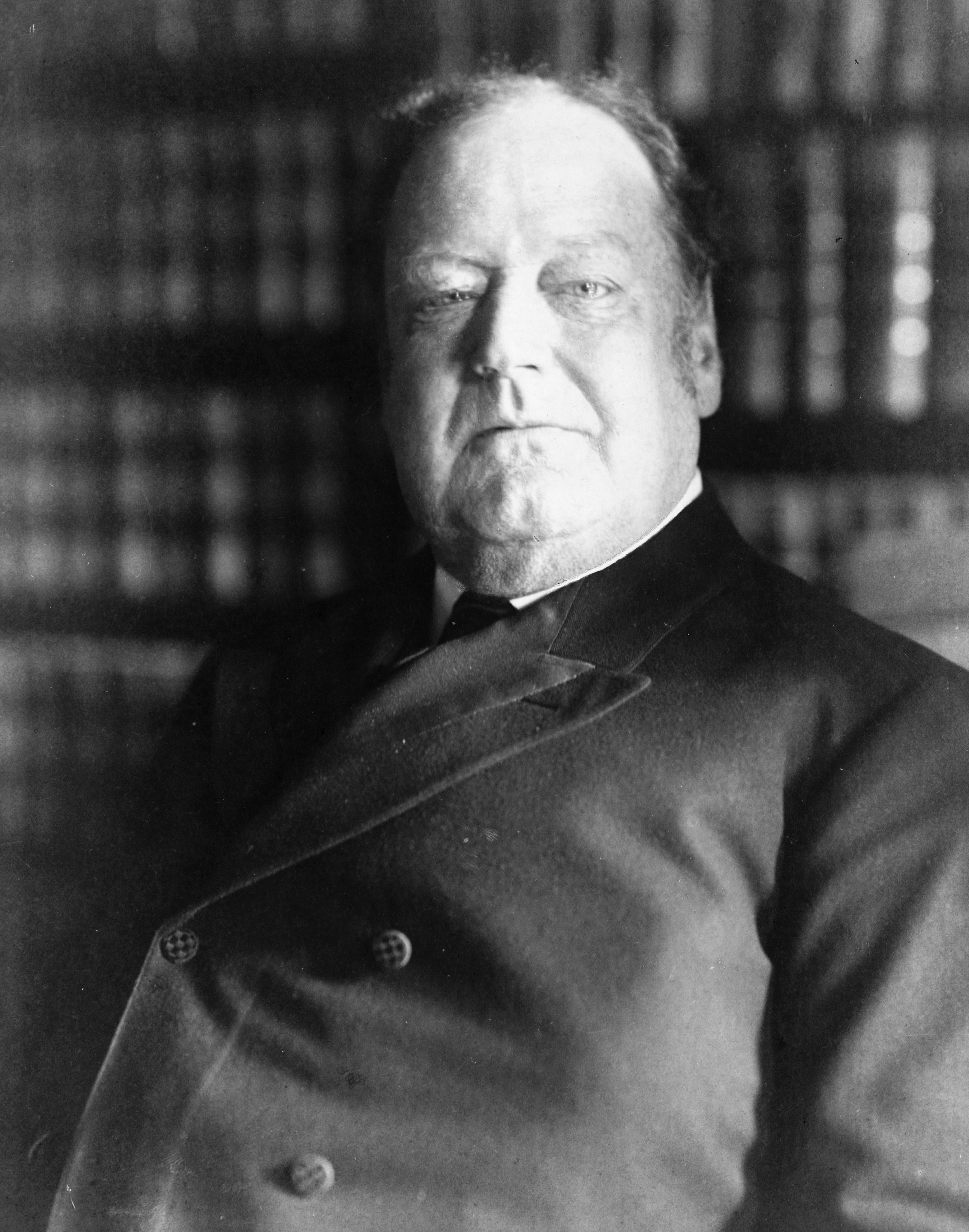
Taft nominò Edward Douglass White presidente della Corte suprema degli Stati Uniti. Lo stesso Taft succedette a White nel 1921.

Taft effettuò sei nomine nella Corte suprema, superato per numero solo da George Washington e Franklin D. Roosevelt. Nominò Horace H. Lurton nel 1909, Charles Evans Hughes, Willis Van Devanter e Joseph R. Lamar nel 1910 e Mahlon Pitney nel 1912. Inoltre, Taft elevò il giudice associato Edward Douglass White alla posizione di presidente della Corte nel 1910. Con a capo White, la Corte suprema fu meno conservatrice rispetto a quando presidente era Fuller, per tornare più conservatrice con l'arrivo dello stesso Taft alla sua presidenza nel 1921; comunque, la Corte continuò ad annullare numerosi provvedimenti in materia economica, come in tutta la cosiddetta era Lochner, durata dal 1897 al 1937. Tre dei nominati da Taft lasciarono la Corte prima del 1917, mentre Pitney e White rimasero fino ai primi anni 1920. Il conservatore Van Devanter fu l'unico nominato da Taft a rimanere in carica oltre il 1922, e fece parte del blocco dei "quattro cavalieri" che si oppose al New Deal di Franklin D. Roosevelt. Lo stesso Taft sarebbe succeduto a White come presidente della Corte suprema nel 1921, e vi trovò Pitney e Van Devanter.

## Politica interna

### Dazi e tasse

#### Legge sui dazi Payne-Aldrich
Subito dopo il suo insediamento, Taft convocò una sessione speciale del Congresso nel marzo 1909 allo scopo di rivedere i dazi. Essi erano fissati in conformità con la legge Dingley Act del 1897 ed erano i più alti nella storia degli Stati Uniti. Il Partito Repubblicano aveva fatto degli alti dazi l'asse centrale della sua politica economica dalla fine della guerra di secessione, ma Taft e alcuni altri Repubblicani si erano persuasi che i livelli imposti dalla legge Dingley erano eccessivi. Gli alti dazi proteggevano i prodotti nazionali sul mercato interno, ma danneggiavano le esportazioni e avevano aumentato il costo della vita per il cittadino medio. Molti vedevano i dazi come una tassa regressiva de facto, che pesava sui consumatori, ed erano favorevoli a provvedimenti che spostassero l'onere fiscale sulle imprese e sugli alti redditi. Roosevelt aveva in sostanza evitato la questione dei dazi, ma Taft divenne il primo presidente repubblicano ad adoperarsi per abbassarli.
Il deputato Sereno E. Payne, presidente della Commissione finanze della Camera e alleato del presidente della Camera, il conservatore Joseph Gurney Cannon, si incaricò della stesura della legge di riforma dei dazi. Alla fine, il disegno di legge Payne abbassava di poco le aliquote daziarie, ma non tanto quanto avrebbero voluto Taft e i Repubblicani progressisti. Il disegno di legge Payne fu approvato dalla Camera nell'aprile 1909; quando arrivò al Senato, il presidente della commissione finanze del Senato, Nelson W. Aldrich, introdusse numerosi emendamenti che facevano risalire le aliquote. Gli emendamenti di Aldrich indignarono progressisti come Robert M. La Follette del Wisconsin, che si oppose fermamente alla versione della legge Payne-Aldrich. Di fronte alle pressioni dei senatori progressisti per aggiungere un'imposta sul reddito al disegno di legge, Taft e Aldrich fecero invece in modo che il senatore Henry Cabot Lodge aggiungesse un altro emendamento, contenente un'imposta del due percento sui redditi societari superiori a 5.000 dollari. Dopo l'aggiunta dell'emendamento, il disegno di legge fu approvato dal Senato e passò quindi a una commissione bicamerale per trovare un testo finale, che vide alcune piccole riduzioni alle aliquote daziarie e l'abbassamento dell'aliquota dell'imposta sul reddito delle società dal due all'uno per cento. Nonostante Taft fosse deluso per i dazi ancora elevati previsti dal testo finale, promulgò la legge.
Le stime variano sull'aliquota media dei dazi risultanti dalla nuova legge; alcune stime indicano che essa passò da circa il 40,2 percento a circa il 37 percento, ma altre sostengono che in realtà aumentò. L'imposta sulle società fu la prima del genere mai attuata dal governo federale in tempo di pace e si stima che abbia prodotto circa il 4% delle entrate del governo federale tra il 1909 e il 1913. Gli oppositori dell'imposta cercarono di farla dichiarare incostituzionale dalla Corte suprema, ma la tassa fu confermata nel caso del 1911 Flint contro Stone Tracy Co. Nonostante l'inclusione di tale tassa, la legge Payne-Aldrich deluse notevolmente i Repubblicani progressisti; il conseguente malumore interno al partito interessò molto la stampa, fornendo ai Democratici un potente argomento di propaganda per le elezioni del Congresso del 1910. Le divisioni all'interno del partito createsi durante il dibattito sui dazi avrebbero afflitto il Partito Repubblicano per il resto della presidenza di Taft.

#### Sedicesimo emendamento
Durante il dibattito sulla legge Payne-Aldrich a metà del 1909, il Congresso approvò una risoluzione che proponeva un emendamento costituzionale per consentire che gli incassi di un'imposta sul reddito potessero arrivare al governo federale senza redistribuirla ai singoli Stati. L'emendamento in sostanza annullava la sentenza della Corte suprema nel caso del 1895 Pollock contro Farmers' Loan & Trust Co., dando maggiore legittimità costituzionale a una nuova imposta sul reddito. L'approvazione dell'emendamento contribuì a placare i progressisti contrari alla legge Payne-Aldrich e favorì l'approvazione di questa da parte del Congresso. I leader conservatori al Congresso erano in gran parte ostili all'effettiva ratifica dell'emendamento, ma ritenevano che in ogni caso ci fossero poche possibilità che i parlamenti dei singoli Stati lo ratificassero. Lo stesso Taft era favorevole a proporre l'emendamento ai parlamenti degli Stati soprattutto perché riteneva che l'adozione di un'imposta sul reddito dopo la sentenza della Corte suprema nel caso Pollock potesse potenzialmente portare a conflitti tra istituzioni e minare la legittimità della Corte suprema.
Una volta che l'emendamento fu approvato dal Congresso, i leader repubblicani conservatori, così come uomini d'affari come John D. Rockefeller, si organizzarono per impedirne la ratifica. All'inizio, erano fiduciosi che almeno un quarto dei parlamenti statali avrebbe bocciato l'emendamento, impedendone la ratifica, ma si resero conto che la nazione si era spostata verso il progressismo dopo il 1909. Numerosi esponenti conservatori persero il seggio nei parlamenti statali nelle elezioni del 1910 e del 1912 e l'imposizione di tasse nel Wisconsin e in altri Stati fu la prova della fattibilità di un'imposta federale sul reddito. Il 3 febbraio 1913 il Wyoming divenne il 36º Stato ad approvare l'emendamento, e più tardi quel mese il segretario di Stato Knox dichiarò che gli Stati Uniti avevano ratificato il sedicesimo emendamento. Dopo che Taft lasciò l'incarico, una nuova imposta federale sul reddito fu creata nel 1913.

### Antitrust
Taft portò avanti l'azione di Roosevelt contro i conglomerati aziendali attraverso cause legali intentate ai sensi della legge Sherman Antitrust, aprendo 70 casi in quattro anni (contro i 40 in sette anni di Roosevelt). Le cause intentate contro la Standard Oil e l'American Tobacco Company, avviate sotto Roosevelt, furono decise a favore del governo dalla Corte suprema nel 1911. Nel giugno 1911 la Camera dei Rappresentanti controllata dai Democratici iniziò un'indagine sulla U.S. Steel. Roosevelt aveva sostenuto l'acquisizione da parte della U.S. Steel della Tennessee Coal, Iron, and Railroad Company, giudicandola utile per prevenire l'aggravarsi del panico del 1907, una decisione che l'ex presidente sostenne durante la sua audizione. Taft, in qualità di segretario alla Guerra, aveva elogiato l'acquisizione.
Nell'ottobre 1911 il dipartimento di Giustizia di Taft fece causa alla U.S. Steel, chiedendo che più di un centinaio delle sue controllate fossero rese indipendenti operativamente e citando come imputati molti importanti dirigenti aziendali e finanzieri. La querela del dipartimento di Giustizia non era stata rivista da Taft e sosteneva che Roosevelt "aveva favorito il monopolio ed era stato ingannato da abili industriali". Roosevelt si offese per i riferimenti a lui e al suo governo, e pensava che Taft non potesse ritenersi esente semplicemente dicendo che non era al corrente. Lo storico Louis L. Gould suggerisce che a Roosevelt fu probabilmente fatto credere falsamente che la U.S. Steel era reticente ad acquistare la società del Tennessee, mentre in realtà era un ottimo affare.
Taft inviò un messaggio speciale al Congresso sulla necessità di una nuova legislazione antitrust in occasione della ripresa dei lavori nel dicembre 1911, ma il Congresso non prese alcun provvedimento. Un altro caso antitrust che ebbe ripercussioni politiche per Taft fu quello intentato contro la International Harvester, grande produttore di attrezzature agricole, all'inizio del 1912. Poiché l'amministrazione di Roosevelt aveva indagato sull'International Harvester, ma non aveva intrapreso alcuna azione (una decisione che Taft aveva sostenuto), la causa divenne motivo di scontro quando Roosevelt sfidò Taft per ottenere la candidatura del Partito Repubblicano: i sostenitori di Taft affermavano che Roosevelt aveva agito in modo improprio, mentre l'ex presidente criticava Taft per aver aspettato tre anni e mezzo, e solo dopo la sfida di Roosevelt, prima di annullare una decisione che aveva condiviso.

### Affare Ballinger-Pinchot

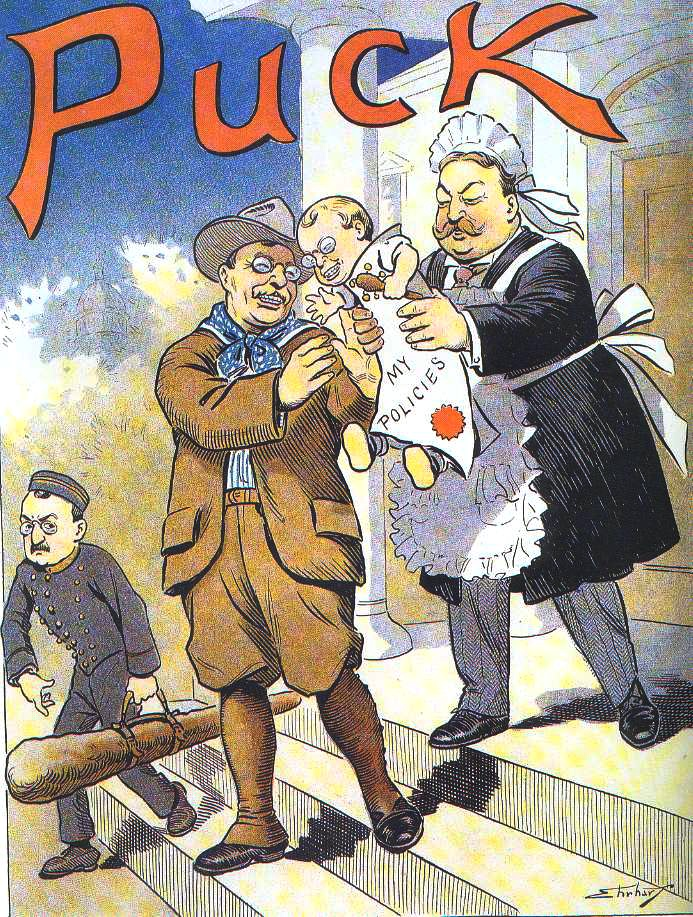
Copertina della rivista Puck, nel 1909: Roosevelt lascia, affidando i suoi provvedimenti a Taft

Roosevelt era un convinto ambientalista, e come lui altri componenti della sua amministrazione, tra cui il segretario agli Interni James R. Garfield e il capo dell'agenzia forestale Gifford Pinchot. Taft era d'accordo con la necessità della tutela ambientale, ma riteneva che dovesse essere realizzata con leggi anziché dal governo. Sostituì Garfield, che era dell'Ohio, scegliendo invece un esponente dell'Ovest, l'ex sindaco di Seattle Richard Ballinger. Roosevelt fu sorpreso dalla sostituzione, convinto che Taft avesse promesso di mantenere Garfield. Roosevelt aveva fatto uscire molti terreni dal demanio pubblico, tra questi alcuni in Alaska ritenuti ricchi di carbone. Nel 1902 l'imprenditore dell'Idaho Clarence Cunningham aveva rivendicato diritti sull'estrazione di giacimenti di carbone in Alaska, e un'indagine governativa sulla questione durò per tutta la presidenza di Roosevelt. Durante una parte di tale indagine, Ballinger era a capo dell'agenzia federale del demanio. Quando Ballinger, ora segretario degli Interni, approvò infine le rivendicazioni di Cunningham nel 1909, il funzionario dell'agenzia Louis Glavis infranse il protocollo governativo, chiedendo aiuto all'esterno del dipartimento degli Interni, e nello specifico al capo dell'agenzia forestale Pinchot.
Nel settembre 1909 Glavis rese pubbliche le sue accuse in un articolo di stampa, rivelando che Ballinger aveva agito come avvocato per Cunningham nell'intervallo dei suoi due incarichi governativi. Questo violava le regole sul conflitto di interessi che vietavano a un ex funzionario del governo di prestare consulenza su una questione di cui era stato responsabile. Il 13 settembre 1909 Taft licenziò Glavis dal servizio governativo, basandosi su un rapporto del procuratore generale Wickersham datato due giorni prima, e ordinò ai funzionari di governo di non commentare la polemica. Pinchot era determinato a drammatizzare la questione forzando il proprio licenziamento, che Taft cercò di evitare, temendo che potesse causare una rottura con Roosevelt. Taft chiese al senatore Elihu Root di esaminare la questione e Root sollecitò il licenziamento di Pinchot. Nel gennaio 1910 Pinchot forzò la questione inviando una lettera al senatore Jonathan Dolliver sostenendo che, se non fosse stato per le azioni dell'agenzia forestale, Taft avrebbe approvato una pretesa infondata su terreni pubblici. Secondo Pringle, questo "è stato un appello del tutto improprio da parte di un funzionario subordinato dell'esecutivo al ramo legislativo e di un presidente scontento ma pronto a rimuovere Pinchot dalla carica". Pinchot fu licenziato, con sua grande gioia, e salpò per l'Europa per esporre il suo caso a Roosevelt in persona. Fu istituita una commissione d'indagine del Congresso, che a maggioranza scagionò Ballinger, ma l'amministrazione si trovò in imbarazzo quando l'avvocato di Glavis, Louis D. Brandeis, dimostrò che il rapporto Wickersham era stato retrodatato, cosa che Taft ammise in seguito. L'affare Ballinger-Pinchot diede l'impressione ai progressisti e ai seguaci di Roosevelt che Taft aveva voltato le spalle alla linea politica di Roosevelt.

### Diritti civili
Nel suo discorso inaugurale Taft annunciò che non avrebbe nominato afroamericani a quelle cariche federali, come la direzione delle poste, dove avrebbe causato attriti razziali. In questo differiva da Roosevelt, che non voleva sostituire i funzionari neri con cui i bianchi locali non erano inclini ad avere contatti. Fu definita la "politica del sud" di Taft; questa posizione si trasformò in effetti in un'incitazione alla protesta da parte di bianchi contro funzionari neri. Taft si adattò, rimuovendo la maggior parte dei titolari neri di cariche nel Sud, e ne nominò pochi al Nord.
All'epoca in cui Taft entrò in carica, personalità della comunità afroamericana avevano opinioni discordi sulla via da seguire. Booker T. Washington riteneva che la maggior parte dei neri dovesse avviarsi al lavoro nell'industria, e riservare solo a pochi la ricerca di un'istruzione superiore; W.E.B. DuBois prese una posizione più militante a favore dell'uguaglianza. Taft preferiva l'approccio di Washington. Secondo Coletta, Taft lasciò che l'afroamericano "restasse 'al suo posto'... Perciò non riuscì a vedere o seguire la missione umanitaria storicamente associata al Partito Repubblicano, con il risultato che i neri sia al Nord che al Sud iniziarono a spostarsi verso il Partito Democratico."

### Altre iniziative
Taft voleva una maggiore regolamentazione delle ferrovie e propose la creazione di un Tribunale del commercio che esaminasse i ricorsi della Commissione per il commercio interstatale (ICC), organo di supervisione federale delle ferrovie e di altri mezzi di trasporto coinvolti nel commercio interstatale. La legge Mann-Elkins istituì il Tribunale del commercio e aumentò i poteri dell'ICC, attribuendole la supervisione anche delle società telegrafiche e telefoniche e consentendole di fissare massimali per le tariffe ferroviarie. Il Tribunale del commercio non era ben visto dai parlamentari del Congresso e fu abolito nel 1913.
Taft propose che il dipartimento delle poste agisse come una banca, accettando piccoli depositi. L'idea fu osteggiata da repubblicani conservatori come il senatore Aldrich e il presidente della Camera Joseph Cannon, ma Taft ottenne l'approvazione di una legge che istituiva il risparmio postale degli Stati Uniti. Taft operò anche per l'istituzione di un sistema di consegna dei pacchi tramite le poste a livello nazionale.
I risultati delle elezioni di medio termine del 1910 furono deludenti per il presidente, poiché i Democratici ottennero la maggioranza alla Camera e molti dei candidati graditi a Taft furono sconfitti. Le elezioni furono una grande vittoria per i progressisti in entrambi i partiti, e in effetti contribuirono a incoraggiare la nascita del terzo partito di Roosevelt nel 1912. Taft fu anche frustrato dalla sconfitta di Warren G. Harding nell'elezione a governatore dell'Ohio del 1910, mentre nel New Jersey fu eletto governatore il democratico Woodrow Wilson. Con la Camera controllata dai Democratici, il numero di leggi approvate durante la seconda metà del mandato di Taft diminuirono molto rispetto alla prima metà.

### Elezione diretta dei senatori
La Costituzione degli Stati Uniti adottata nel 1788 stabiliva che i senatori al Congresso dovessero essere eletti dai parlamenti dei singoli Stati. Durante gli anni 1890 la Camera dei Rappresentanti approvò diverse risoluzioni per un emendamento costituzionale che portasse all'elezione diretta dei senatori, ma il Senato rifiutò persino di votare su tale misura. Un certo numero di Stati però iniziò a chiedere una convenzione costituzionale sull'argomento, poiché l'articolo V della Costituzione afferma che il Congresso deve convocare una convenzione costituzionale per proporre emendamenti quando i due terzi dei parlamenti statali ne fanno richiesta. Nel 1912 si era arrivati a 27 stati ad aver chiesto una convenzione costituzionale sull'argomento, vicino alla soglia di 31. Il Senato rinunciò allora alla sua strategia di ostruzione. Un emendamento alla Costituzione che stabiliva l'elezione popolare dei senatori degli Stati Uniti da parte dei cittadini fu approvato dal Congresso il 13 maggio 1912 e presentato ai parlamenti statali per la ratifica. L'8 aprile 1913 si raggiunse il numero necessario di Stati (36) a ratificarlo come il diciassettesimo emendamento alla Costituzione degli Stati Uniti.

### Stati ammessi all'Unione
Con l'ammissione dell'Oklahoma nel 1907, gli Stati dell'Unione erano 46; il territorio del Nuovo Messico e il territorio dell'Arizona erano gli unici territori rimasti negli Stati Uniti continentali. Una legge del 1906 avrebbe permesso all'Arizona e al Nuovo Messico di aderire all'unione come un unico Stato, ma l'Arizona aveva votato contro la fusione in un referendum. Nel 1910 il Nuovo Messico e l'Arizona scrissero entrambi una Costituzione per poter diventare Stato, e quella dell'Arizona includeva idee progressiste di democrazia diretta come leggi di iniziativa popolare, referendum e revoca degli eletti. Taft era contrario a questi dispositivi, in particolare alla possibilità di revocare i giudici, e pose il veto alla legge che riconosceva come Stato l'Arizona. Senza tali problemi costituzionali, il 6 gennaio 1912 il Nuovo Messico divenne invece il 47º Stato dell'Unione. L'Arizona scrisse una nuova Costituzione che eliminava il potere di revoca dei giudici, e Taft promulgò una legge che ammetteva l'Arizona il 14 febbraio 1912. In seguito, l'Arizona reintrodusse la clausola di revoca.

## Politica estera
Taft era un ottimo conoscitore della politica estera, sia a causa dei suoi studi accademici sull'arbitrato internazionale, sia per aver ricoperto la carica di governatore delle Filippine, sia specialmente per essere stato segretario alla Guerra. La sua principale innovazione fu quella di ridurre al minimo l'uso della forza e delle minacce di intervento, ed affidarsi al potere economico in rapida crescita della nazione. La chiamò "diplomazia del dollaro " e fu usata in Cina e in America Latina. Taft negoziò un trattato di reciprocità per scambi commerciali più facili con il Canada, ma i politici canadesi non riuscirono ad accordarsi e il trattato non fu ratificato.

### Organizzazione e principi
Una delle priorità per Taft era la ristrutturazione del dipartimento di Stato, poiché "è organizzato sulla base delle esigenze del governo nel 1800 anziché nel 1900". Il dipartimento fu per la prima volta organizzato in divisioni geografiche, con uffici per l'Estremo Oriente, l'America Latina e l'Europa occidentale. Fu istituito il primo programma di formazione agli incarichi del dipartimento e i nuovi diplomatici dovevano trascorrere un mese a Washington prima di entrare in ruolo. Taft era in stretti rapporti con il segretario di Stato Knox e il presidente ascoltava i suoi consigli su questioni sia di politica estera sia interna. Secondo Coletta, tuttavia, Knox non era un buon diplomatico ed era in cattivi rapporti con il Senato, con la stampa e con molti capi di Stato stranieri, specialmente in America Latina.
Taft e Knox erano concordi sui principali obiettivi di politica estera. Gli Stati Uniti non avrebbero interferito negli affari europei e avrebbero usato la forza se necessario per sostenere la dottrina Monroe nelle Americhe. La difesa del canale di Panama, che era in costruzione durante il mandato di Taft (fu aperto nel 1914), guidò la politica nei Caraibi e nell'America centrale. Le precedenti amministrazioni avevano tentato di promuovere gli interessi commerciali nazionali all'estero, ma Taft fece un ulteriore passo avanti e utilizzò la rete di diplomatici e consoli statunitensi per facilitare il commercio. Tali legami, sperava Taft, avrebbero promosso la pace nel mondo. A differenza del suo predecessore, Taft non cercò di arbitrare i conflitti tra le altre grandi potenze. Taft evitò il coinvolgimento in eventi internazionali come la crisi di Agadir, la guerra italo-turca e la prima guerra balcanica. D'altra parte Taft espresse sostegno alla creazione di un tribunale arbitrale internazionale e chiese un accordo internazionale sulla riduzione degli armamenti.

### Proposta di accordo di libero scambio con il Canada

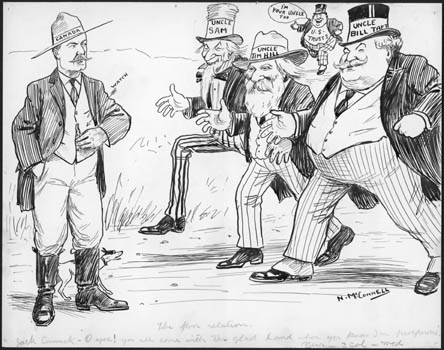
Vignetta di Newton McConnell: i canadesi sospettano che Taft e altri fossero interessati al Canada solo quando erano prosperi.

In parte a causa dell'insoddisfazione sulla versione finale della legge Payne-Aldrich, che non abbassava i dazi quanto voluto, Taft sollecitò l'adozione di un accordo di libero scambio con il Canada. La Gran Bretagna a quel tempo gestiva ancora le relazioni estere del Canada; sia il governo britannico sia quello canadese erano disposti a impegnarsi nei negoziati. Molti in Canada erano contrari a un accordo, temendo che gli Stati Uniti lo avrebbero ripudiato quando sarebbe stato loro conveniente, come aveva fatto il trattato di Elgin-Marcy nel 1866. Anche gli imprenditori agricoli e della pesca degli Stati Uniti erano contrari al trattato. Nonostante questo, Taft raggiunse un accordo con i funzionari canadesi all'inizio del 1911 e il Congresso lo approvò alla fine di luglio. Il parlamento canadese non trovò però un accordo al suo interno, e le elezioni del settembre 1911 videro la sconfitta del primo ministro Sir Wilfrid Laurier, che dovette lasciare l'incarico. Nessun accordo fu poi siglato e la questione però contribuì alle divisioni interne del Partito Repubblicano.

### America Centrale

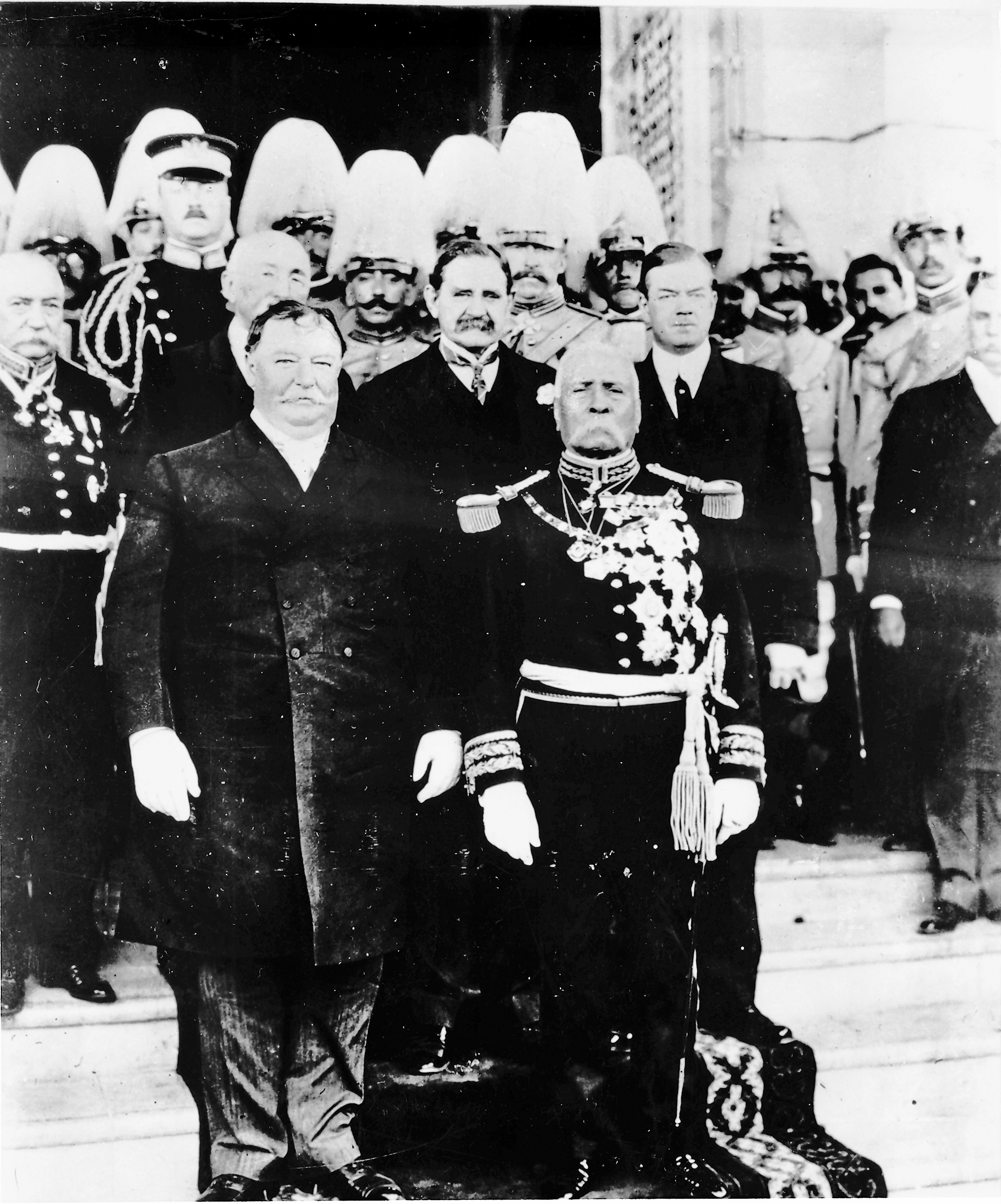
Taft e Porfirio Díaz, Ciudad Juárez, Messico, 1909

Taft e il segretario di Stato Knox seguirono quella che definirono la "diplomazia del dollaro" in America Latina, nella convinzione che gli investimenti statunitensi sarebbero stati positivi per tutte le parti coinvolte e avrebbero ridotto l'influenza europea nell'area. Le esportazioni aumentarono notevolmente durante la presidenza Taft, ma la sua diplomazia del dollaro era sgradita agli Stati dell'America Latina che non desideravano diventare protettorati finanziari degli Stati Uniti. Essa incontrò anche una certa opposizione al Senato degli Stati Uniti, poiché molti senatori erano contrari al fatto che gli Stati Uniti interferissero all'estero.
In Nicaragua i diplomatici statunitensi sostennero segretamente le forze ribelli di Juan J. Estrada contro il governo del presidente José Santos Zelaya, che voleva revocare le concessioni commerciali concesse alle compagnie statunitensi. Si dice che il segretario di Stato Knox fosse uno dei principali azionisti di una delle società che sarebbero state danneggiate da tale mossa. Il paese era indebitato con diverse potenze straniere e gli Stati Uniti non erano disposti a farlo cadere nelle mani degli europei, anche perché poteva essere la sede di un canale alternativo a quello di Panama. Zelaya e il suo successore eletto, José Madriz, non furono in grado di reprimere la ribellione e nell'agosto 1910 le forze di Estrada presero la capitale Managua. Gli Stati Uniti fecero accettare al Nicaragua un prestito e inviarono funzionari per assicurarsi che fosse rimborsato dalle entrate del governo. Il paese rimase instabile, e dopo un altro colpo di Stato nel 1911 e altri disordini nel 1912, Taft inviò truppe; la maggior parte fu ritirata presto, ma un contingente rimase fino al 1933.
I trattati tra Panama, Colombia e Stati Uniti per risolvere le controversie derivanti dalla rivoluzione panamense del 1903 erano stati firmati dalla presidenza Roosevelt all'inizio del 1909, e furono approvati dal Senato e ratificati anche da Panama. La Colombia, tuttavia, rifiutò di ratificare i trattati e, dopo le elezioni del 1912, Knox offrì 10 milioni di dollari ai colombiani (in seguito aumentati a 25 milioni di dollari). I colombiani ritennero inadeguato l'importo e la questione rimase aperta durante la presidenza Taft.

### Messico
Nessuna controversia in politica estera mise alla prova la capacità di governo e l'impegno per la pace di Taft più del crollo del regime messicano e dei successivi disordini della rivoluzione messicana. Quando Taft entrò in carica, il Messico era sempre più irrequieto sotto la dittatura di lunga data di Porfirio Díaz. A Díaz si opponeva Francisco Madero, sostenuto da una parte considerevole della popolazione, inoltre si ebbero gravi disordini sociali scatenati da Emiliano Zapata nel Sud e da Pancho Villa nel Nord. Nell'ottobre 1909 Taft e Díaz si scambiarono visite attraverso il confine tra Messico e Stati Uniti, a El Paso, in Texas, e Ciudad Juárez, in Messico. I loro incontri furono i primi in assoluto tra un presidente degli Stati Uniti e uno messicano e furono anche la prima occasione in cui un presidente statunitense visitò il Messico. Diaz sperava di utilizzare l'incontro come strumento di propaganda per dimostrare che il suo governo aveva il sostegno incondizionato degli Stati Uniti. Da parte sua, Taft era principalmente interessato a proteggere gli investimenti delle aziende statunitensi in Messico. Gli incontri, simbolicamente importanti, contribuirono a facilitare l'inizio della costruzione del progetto della diga di Elephant Butte nel 1911.
La situazione in Messico si deteriorò durante tutto il 1910 e in una serie di incidenti dei ribelli messicani attraversarono il confine degli Stati Uniti per ottenere cavalli e armi. Quando Díaz fece arrestare il candidato dell'opposizione Madero prima delle elezioni presidenziali del 1910, i sostenitori di Madero risposero impugnando le armi contro il governo. Questa agitazione portò alla cacciata di Díaz e alla rivoluzione, continuata per altri dieci anni. Nel territorio dell'Arizona, due cittadini statunitensi furono uccisi e una decina circa feriti, alcuni a causa di spari attraverso il confine. Taft non voleva essere obbligato a entrare nel conflitto, quindi incaricò il governatore del territorio di non rispondere alle provocazioni. Nel marzo 1911 inviò 20.000 soldati al confine messicano per proteggere i cittadini statunitensi e gli investimenti finanziari in Messico. Disse al suo aiutante militare, Archibald Butt: "Mi siederò sul coperchio e ci vorrà molto per tirarmi via".

### Estremo oriente
Taft era stato governatore delle Filippine, per cui era molto interessato agli affari nell'area dell'Asia Pacifica. A causa del potenziale per il commercio e gli investimenti, Taft classificò la carica di ambasciatore in Cina come la più importante nella diplomazia. Knox non era d'accordo e si oppose all'invito di andare a Pechino per una ricognizione sul campo. Taft sostituì l'ambasciatore di Roosevelt, William W. Rockhill, in quanto disinteressato al commercio con la Cina, con William J. Calhoun, che McKinley e Roosevelt avevano inviato in diverse missioni all'estero. Knox però non dava ascolto a Calhoun sulla linea politica e spesso erano in conflitto. Taft e Knox tentarono senza successo di estendere la politica della porta aperta alla Manciuria. Nel 1909 un consorzio guidato dai britannici iniziò le trattative per costruire una ferrovia da Hankou e Sichuan. Taft si appellò personalmente al principe reggente, Zaifeng, e riuscì a ottenere la partecipazione degli Stati Uniti al consorzio delle ferrovie. Tuttavia, il decreto cinese che autorizzava l'accordo richiedeva anche la nazionalizzazione delle compagnie ferroviarie locali nelle province interessate. Agli azionisti fu pagato un indennizzo inadeguato e queste rimostranze furono tra quelle che diedero inizio alla rivoluzione cinese del 1911.
Dopo lo scoppio della rivoluzione cinese, i capi della rivolta scelsero Sun Yat-sen come presidente provvisorio di quella che divenne la Repubblica di Cina, rovesciando la dinastia Qing. Taft era riluttante a riconoscere il nuovo governo, sebbene l'opinione pubblica negli Stati Uniti fosse favorevole. Nel febbraio 1912 la Camera dei rappresentanti approvò una risoluzione a sostegno di una repubblica cinese, ma Taft e Knox ritenevano che il riconoscimento dovesse arrivare in modo concertato con le altre potenze occidentali. Nel suo messaggio annuale finale al Congresso nel dicembre 1912 Taft indicò che sarebbe stato pronto al riconoscimento una volta che la repubblica fosse stata completamente istituita, ma quando ciò avvenne Taft era già stato sconfitto per la rielezione e non poté mantenere la promessa.
Taft continuò la politica contro l'immigrazione dalla Cina e dal Giappone già in opera con Roosevelt. Un nuovo trattato, riveduto, di amicizia e navigazione fu stipulato dagli Stati Uniti e dal Giappone nel 1911, e garantiva ampi diritti reciproci ai giapponesi negli Stati Uniti e agli statunitensi in Giappone, ma si basava sulla continuazione dell'accordo informale del 1907. Vi furono obiezioni provenienti dalla costa Ovest quando il trattato fu presentato al Senato, ma Taft rassicurò tutti che non c'era alcun cambiamento nella politica sull'immigrazione.

### Arbitrato
Taft era favorevole agli arbitrati come mezzo di risoluzione delle controversie internazionali e nel 1911, insieme al segretario di Stato Knox, negoziò importanti trattati con la Gran Bretagna e la Francia prevedendo che le dispute fossero risolte da arbitrati. Né Taft né Knox consultarono senatori durante il corso dei negoziati. A quel punto molti Repubblicani erano contrari a Taft e il presidente sentiva che fare pressioni troppo dure perché i trattati fossero ratificati avrebbe poteva essere controproducente. Si espresse alcune volte a sostegno dei trattati nell'ottobre 1911, ma il Senato aggiunse emendamenti che Taft non poteva accettare, vanificando così gli accordi. Roosevelt operò con il suo amico stretto, il senatore Henry Cabot Lodge, per far approvare gli emendamenti del Senato. Lodge pensava che i trattati intaccassero i poteri del Senato, mentre Roosevelt cercava di impedire a Taft di portare a termine le promesse della campagna elettorale e credeva che l'arbitrato fosse una soluzione ingenua e che le grandi questioni dovessero essere decise dall'uso della forza militare. Sebbene non fu alla fine ratificato nessun trattato generale per gli arbitrati, la presidenza Taft risolse diverse controversie con la Gran Bretagna con mezzi pacifici, spesso con l'uso di arbitrati. Tra questi vi erano un accordo sul confine tra Maine e Nuovo Brunswick, una lunga disputa sulla caccia alle foche nel mare di Bering che coinvolse anche il Giappone e un simile disaccordo sulla pesca al largo di Terranova.

## L'allontanamento da Roosevelt
Taft e molti progressisti ritenevano che l'arbitrato internazionale potesse essere un'alternativa alla guerra. Roosevelt, un condottiero e non un avvocato, rifiutava questa linea di pensiero giudicandola il prodotto della cultura degli affari, troppo morbida. Taft era un avvocato costituzionalista che in seguito divenne giudice della Corte suprema; aveva una profonda conoscenza delle questioni legali. La base politica di Taft erano gli imprenditori conservatori che in gran parte sostenevano l'arbitrato e spesso erano contrari alla guerra; ma Taft non riuscì a mobilitarli completamente a suo favore. Gli uomini d'affari credevano che la concorrenza economica tra le nazioni fosse la causa della guerra e che intensi scambi commerciali portassero a un mondo interdipendente, il che avrebbe reso la guerra un anacronismo molto costoso e inutile. Un primo successo arrivò nella disputa tra Stati Uniti e Gran Bretagna nel 1910 riguardo alla pesca al largo dell'isola Terranova. I trattati di Taft del 1911 con la Francia e la Gran Bretagna furono vanificati da Roosevelt, che aveva rotto con il suo protetto nel 1910. Guerra e pace divennero questioni centrali nel loro duello per il controllo del Partito Repubblicano. A un livello più profondo, Roosevelt credeva davvero che l'arbitrato fosse una soluzione ingenua e che le grandi questioni dovessero essere decise dalla guerra. Il suo approccio aveva una fede quasi mistica nella natura nobilitante della guerra. Preferiva il nazionalismo bellicoso in contrasto con il calcolo del profitto e dell'interesse nazionale da parte degli uomini d'affari.
Durante i quindici mesi di Roosevelt in Europa e in Africa, dal marzo 1909 al giugno 1910, nessuno dei due scrisse molto all'altro. Il biografo di Taft Lurie ha suggerito che ciascuno si aspettava che l'altro facesse la prima mossa per ristabilire la loro relazione su nuove basi. Al ritorno trionfante di Roosevelt, Taft lo invitò a soggiornare alla Casa Bianca. L'ex presidente declinò e in lettere private agli amici espresse insoddisfazione per i risultati ottenuti da Taft. Tuttavia scrisse che si aspettava che Taft fosse ricandidato dai Repubblicani nel 1912 e non parlò di se stesso come candidato. Taft e Roosevelt si incontrarono due volte nel 1910; gli incontri, per quanto superficialmente cordiali, non diedero segni della loro passata vicinanza.
Roosevelt tenne una serie di discorsi all'Ovest tra la fine dell'estate e l'inizio dell'autunno del 1910; non solo attaccò la decisione della Corte suprema del 1905 in Lochner contro New York, ma accusò i tribunali federali di minare la democrazia e chiese che a loro fosse tolto il potere di dichiarare incostituzionali le leggi. Questo attacco inorridì Taft, che in privato conveniva che la sentenza del caso Lochner era sbagliata, ma sosteneva convintamente la possibilità dei giudici di pronunciarsi sulle leggi. Roosevelt chiedeva "l'eliminazione dei finanziamenti delle imprese a fini politici, la valutazione concreta delle proprietà ferroviarie, la regolamentazione delle fusioni di industrie, l'istituzione di una commissione sui dazi per l'esportazione, un'imposta sul reddito progressiva (...) leggi sulla retribuzione dei lavoratori, leggi statali e federali per regolare il [lavoro] di donne e bambini, e completa pubblicità delle spese delle campagne elettorali". John Murphy scrive che, "mentre Roosevelt iniziò a spostarsi a sinistra, Taft virò a destra". Taft era visto sempre più come parte della corrente conservatrice della "vecchia guardia" del partito, e Repubblicani progressisti come il senatore del Wisconsin Robert La Follette erano insoddisfatti della leadership di Taft. La Follette e i suoi seguaci formarono la National Republican Progressive League come organizzazione per sfidare Taft nelle elezioni presidenziali del 1912, sia per la candidatura del Partito Repubblicano sia eventualmente con la creazione di un terzo partito.

## Elezioni del 1912

### Nomina repubblicana

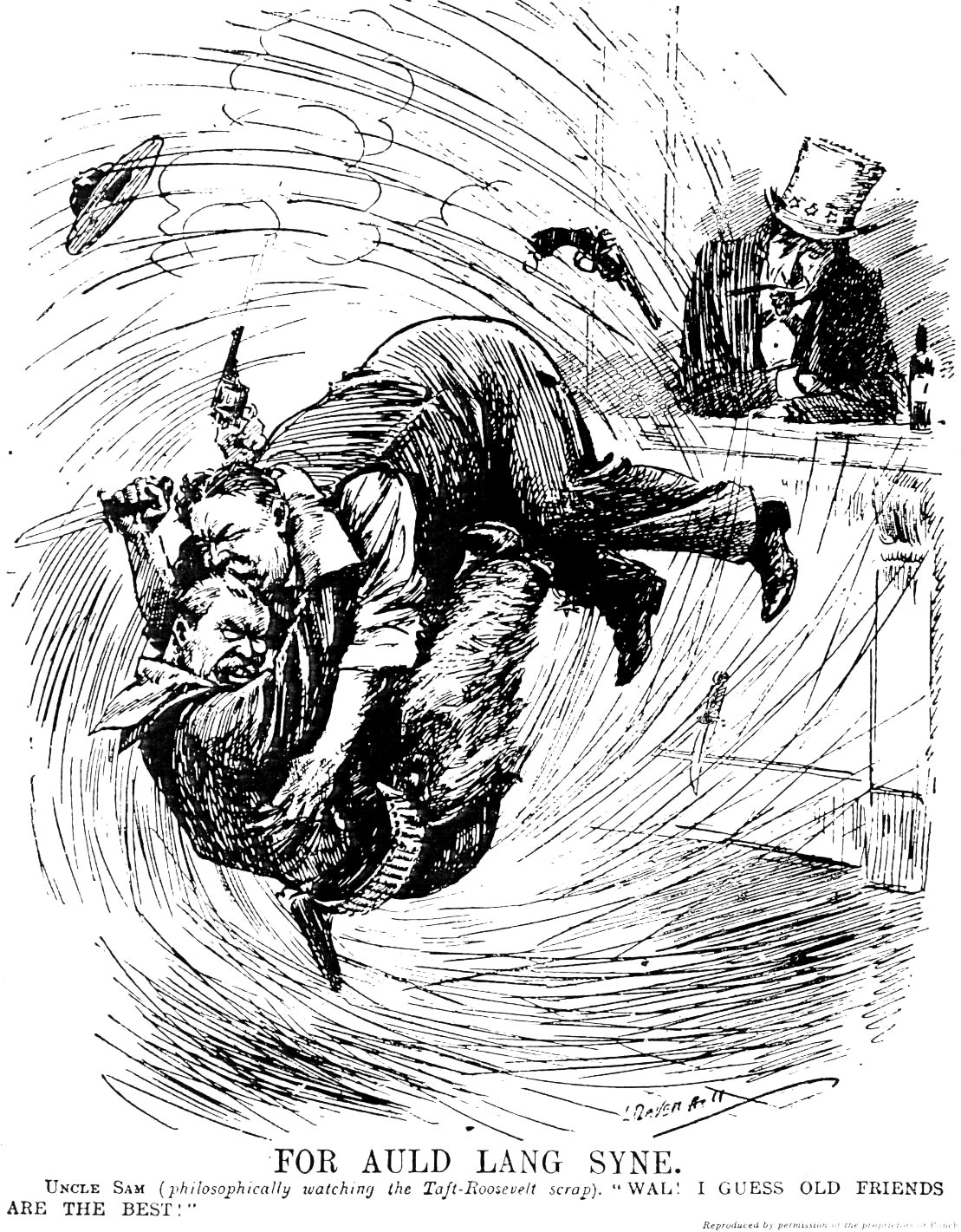
Taft e Roosevelt - nemici politici nel 1912

Dopo le elezioni del 1910, Roosevelt continuò a promuovere ideali progressisti, un nuovo patriottismo, con grande costernazione di Taft. Roosevelt attaccò il governo del suo successore, sostenendo che i suoi principi guida non erano quelli del partito di Lincoln, ma quelli dell'età dell'oro. La rivalità continuò a intermittenza durante il 1911, anno in cui ci furono poche elezioni di rilievo. Sostenuto da molti progressisti, La Follette annunciò di candidarsi per la nomination repubblicana del 1912. Roosevelt ricevette molte lettere dai sostenitori che lo esortavano a candidarsi, e i funzionari repubblicani si stavano organizzando a suo favore. Roosevelt credeva che queste manifestazioni di sostegno pubblico rappresentassero un movimento più ampio che lo avrebbe portato alla Casa Bianca con il mandato di attuare politiche progressiste. Nel febbraio 1912 Roosevelt annunciò che avrebbe accettato la nomina repubblicana se gli fosse stata offerta, e molti progressisti abbandonarono la candidatura di La Follette e diedero il loro sostegno a Roosevelt.
Quando Roosevelt divenne più radicale nel suo progressismo, Taft si indurì nella sua determinazione a farsi ricandidare dal Partito Repubblicano, poiché era convinto che i progressisti minacciassero le fondamenta stesse del governo. Mentre Roosevelt attaccava entrambi i partiti definendoli corrotti ed eccessivamente dipendenti da interessi di parte, Taft temeva che Roosevelt stesse diventando un demagogo. Nonostante la popolarità di Roosevelt, Taft conservava ancora la lealtà di molti leader repubblicani e questo gli dava un grande vantaggio per acquisire delegati alla Convention. Nel tentativo di migliorare le sue possibilità, Taft iniziò una vera e propria campagna elettorale, diventando il primo presidente in carica a fare campagna prima della candidatura ufficiale da parte del proprio partito. Roosevelt dominò le primarie, vincendo 278 dei 362 delegati repubblicani selezionati alle primarie, ma il controllo di Taft sulla macchina organizzativa del partito si dimostrò fondamentale e gli procurò la maggior parte dei delegati scelti dai congressi di partito a livello distrettuale o statale.
All'inizio della Convention nazionale repubblicana del 1912, Roosevelt contestò la legittimità dell'elezione di molti delegati a favore di Taft del Sud, ma la Convention respinse la maggior parte delle obiezioni. L'unica possibilità rimasta a Roosevelt di ottenere la nomina del partito passava per l'elezione di un presidente della convention a lui favorevole, ma Elihu Root, ormai alleato di Taft, vinse l'elezione a presidente. Root prese una decisione cruciale consentendo ai delegati contestati di partecipare alla votazione se ammettere o meno gli altri delegati contestati; una mozione per annullare questa decisione fu avanzata dai seguaci di Roosevelt, ma fu battuta con un voto di 567 a 507. Quando divenne chiaro che Roosevelt avrebbe abbandonato il partito se non fosse stato nominato, alcuni Repubblicani cercarono invano un candidato di compromesso per evitare il successivo disastro elettorale. Taft fu formalmente candidato da Warren Harding, i cui tentativi di lodare Taft e allo stesso tempo unire il partito furono accolti con rabbiose interruzioni da parte dei progressisti. Taft vinse la candidatura già alla prima votazione, mentre la maggior parte dei delegati a favore di Roosevelt non partecipò al voto. Anche il vicepresidente Sherman fu nominato per un secondo mandato, diventando così il primo vicepresidente in carica a essere ricandidato dopo John C. Calhoun nel 1828.

### Elezioni generali

Risultati delle elezioni del 1912.

Affermando che Taft aveva usurpato la nomination, Roosevelt e i suoi seguaci formarono il Partito Progressista, anche noto come "Bull Moose" (alce, poiché Roosevelt si paragonava a questo animale). Taft sapeva che sarebbe stato quasi certamente sconfitto, ma riteneva che la sconfitta di Roosevelt alla Convention avesse mantenuto il partito come "il difensore del governo conservatore e delle istituzioni conservatrici". Poiché Roosevelt sembrava il candidato più forte, il suo rivale democratico Wilson dedicò poco tempo ad attaccare Taft, attaccando invece Roosevelt in quanto tiepido nell'opporsi ai cartelli durante la sua presidenza e presentandosi come il vero riformatore. Tornando all'usanza del XIX secolo per cui i presidenti ricandidati non facevano campagna elettorale, Taft si ritirò sui campi da golf. Parlò pubblicamente solo una volta, quando pronunciò il suo discorso di accettazione della nomina il 1º agosto. Ebbe difficoltà a trovare finanziamenti per la campagna elettorale, poiché molti imprenditori erano giunti alla conclusione che non aveva possibilità di vittoria e scelsero di sostenere Wilson per bloccare Roosevelt. Ogni residuo di ottimismo tra i sostenitori di Taft svanì quando il vicepresidente Sherman si ammalò gravemente in ottobre e morì sei giorni prima delle elezioni.
Taft vinse solo in Utah e Vermont, per un totale di otto voti elettorali, che stabilirono il primato negativo per un candidato repubblicano, poi eguagliato da Alf Landon nelle elezioni del 1936. Roosevelt ottenne 88 voti elettorali, contro i 435 di Wilson. Nel voto popolare, Wilson ottenne il 41,8 percento, contro il 27,4 di Roosevelt e il 23,2 di Taft; la percentuale di voto popolare raccolta da Wilson fu il miglior risultato democratico dalle elezioni del 1852. I Democratici ottennero anche la maggioranza in entrambe le Camere del Congresso, dando loro il completo controllo sia dell'esecutivo sia del legislativo per la prima volta dalle elezioni del 1894.

## Giudizio storico
Inevitabilmente legato a Roosevelt, Taft generalmente cade nell'ombra dell'esuberante Rough Rider, che lo scelse come presidente e di cui rese impossibile la rielezione. Il politologo Peri Arnold scrive che la maggior parte degli storici vede Taft come un "interregno conservatore tra i convinti riformatori Roosevelt e Wilson", aggiungendo che "non ci possono essere dubbi sul fatto che l'indecisione di Taft come leader e politico abbia prodotto pochi risultati durante il suo mandato". Scott Bomboy per il National Constitution Center ha scritto che nonostante sia "uno dei presidenti più interessanti, intellettuali e versatili (...) un presidente di Corte suprema degli Stati Uniti, un lottatore di Yale, un riformatore, un attivista per la pace e un appassionato di baseball (...) oggi Taft è meglio ricordato come il presidente che era così grosso da rimanere incastrato nella vasca da bagno della Casa Bianca", un aneddoto non veritiero. Lurie ha sostenuto che, per i suoi risultati, a Taft non è stato dato il merito che avrebbe dovuto, specialmente per quanto riguarda l'accelerazione dei tentativi di rompere i cartelli. Taft, più silenziosamente del suo predecessore, intraprese molte più cause legali di Roosevelt e rifiutò il punto di vista del suo predecessore secondo cui esistevano anche i cartelli "buoni". Questa mancanza di talento segnò la presidenza di Taft; secondo Lurie, Taft "era noioso. Onesto, simpatico, ma noioso". Mason definì gli anni di Taft alla Casa Bianca "senza risalto". Coletta riteneva che Taft avesse un notevole consuntivo di leggi approvate dal Congresso, ma pensava che avrebbe potuto ottenere di più se avesse avuto abilità politica.

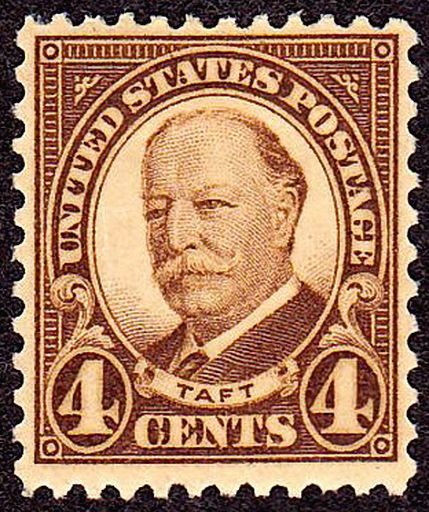
Il 4 giugno 1930 le poste degli Stati Uniti emisero un francobollo da 4 centesimi per commemorare la vita di William Howard Taft.

Roosevelt ha inciso nella memoria pubblica l'immagine di Taft come qualcuno simile a Buchanan, con una visione ristretta della presidenza che lo rese restio ad agire per il bene pubblico. Roosevelt non era solo nella sua valutazione negativa, poiché ogni importante giornalista di quel tempo che scrisse memorie della presidenza di Taft lo criticava. Taft era convinto che sarebbe stato vendicato dalla storia. Quando lasciò l'incarico, si stimava che fosse circa nella media, come grandezza, tra i presidenti degli Stati Uniti, e le successive classifiche degli storici hanno generalmente confermato quel verdetto. In un sondaggio della C-SPAN del 2017, 91 storici delle presidenze hanno classificato Taft al 24º posto tra i 43 ex presidenti (incluso l'allora presidente Barack Obama), posizione invariata rispetto ai sondaggi nel 2009 e nel 2000. La sua posizione in classifica nelle varie categorie di questo più recente sondaggio sono state: 31° in persuasione pubblica, 26° in conduzione di crisi, 20° in gestione economica, 25° per autorità morale, 21° in relazioni internazionali, 12° in capacità amministrative, 23° nei rapporti con il congresso, 28° in strategia e impostazione di priorità, 22° in perseguimento di una giustizia uguale per tutti, 24° in efficacia tenuto conto del contesto dei tempi. Un sondaggio del 2018 della sezione "Presidenti e politici di governo" dell'American Political Science Association ha classificato Taft come il 25º miglior presidente.